# Augusto Gansser-Biaggi
Augusto Gansser-Biaggi (Milano, 28 ottobre 1910 – Massagno, 9 gennaio 2012) è stato un alpinista e geologo svizzero.

## Biografia

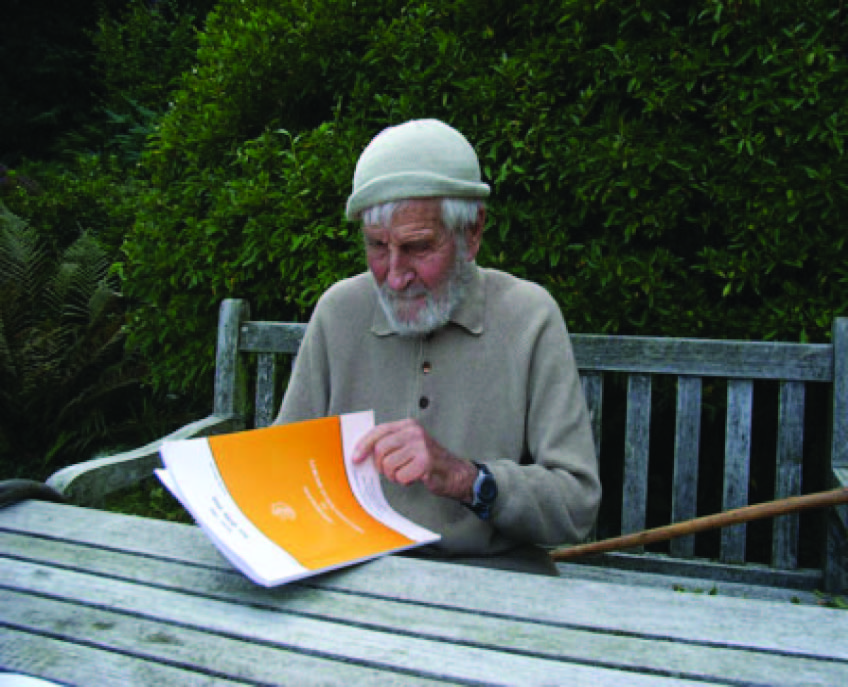
Gansser nel 2007 a 97 anni.

Nato a Milano nel 1910 da famiglia svizzera, ha frequentato le scuole a Lugano e a Trogen, mentre dal 1929 ha studiato Geologia all'Università di Zurigo dove poi si è laureato. Nel 1934 ha compiuto la sua prima missione di quattro mesi sulla costa orientale della Groenlandia insieme al geologo ed esploratore danese Lauge Koch (1892-1964), al professore Eugen Wegmann dell'Università di Neuchâtel e ai geologi svizzeri René Masson e Eduard Wenk.
Nel 1936 ha eseguito una spedizione in Himalaya di otto mesi insieme all'esploratore tedesco Arnold Heim, dal 1937 al 1945 ha intrapreso diverse esplorazioni per la ricerca del petrolio in Colombia per la Shell, dal 1947 al 1950 fa alcune spedizioni sempre per la Shell a Trinidad nei Caraibi e dal 1951 al 1958 è capo geologo della spedizione in Iran della National Iranian Oil Company.
Tornato in Svizzera, dal 1958 al 1977 è professore di Geologia al Politecnico federale di Zurigo, nel 1963 e nel 1977 ha svolto ricerche in Bhutan per conto del re del Bhutan Jigme Dorji Wangchuck. Nel 1980 e nel 1985 è stato invitato da Deng Xiao Ping in Tibet. È morto a Massagno, nei pressi di Lugano, il 12 gennaio 2012 a 101 anni d'età.

## Vita privata
Nel 1937 sposò Linda Toti di Lugano e ebbe sei figli: Ursula (1941), Mario (1943), Luca (1945), Manuela (1949), Francesca (1956), Rosanna (1959). La figlia Manuela è una conduttrice televisiva e una scrittrice di libri di cucina e di viaggio. Sua moglie è morta nel 2000 a causa della malattia di Alzheimer.

## Premi
- Medaglia d'oro della Royal Geographical Society per il libro The Geology of the Himalayas.
- Medaglia Wollaston della Geological Society of London nel 1980.
- Prix Gaudry della Società Geologica Francese.
- Medaglia Steinmann della Società geologica della Germania Ovest.
- Medaglia di Re Alberto al merito.
- Nel 1983 ha ricevuto dall'Università di Peshawar in Pakistan il titolo di "Baba Himalaya" (Padre dell'Himalaya).
- Nel 2005 è diventato membro onorario della Nepal Geological Society.
- Membro dell'Accademia dei Lincei.
- Membro della National Academy of Sciences.